# 大庆博物馆
大庆博物馆，位于黑龙江省大庆市大庆高新技术产业开发区文苑街2号，是大庆市属综合性博物馆，国家一级博物馆。隶属大庆市文化广电新闻出版局。

## 简介
大庆博物馆的前身是1964年组建的大庆展览馆。馆址多次变迁。1975年，位于大庆市儿童公园北侧的大庆展览馆落成。1991年，该馆陈列的铁人王进喜事迹展览整体迁到铁人纪念馆。1998年，在事业单位机构改革中，大庆展览馆改名为大庆博物馆。2001年，大庆市文物管理站和大庆博物馆合署办公。2005年7月，大庆博物馆新馆开工建设。2008年，大庆博物馆迁入位于大庆市开发区火炬新街教育文化中心的新馆，建筑面积18700平方米，和旁边的大庆歌剧院、大庆书苑组成大庆五湖新区独具特色的建筑群。2008年6月18日，大庆博物馆新馆自然部分对社会免费开放。2009年7月，被国家文物局公布为国家二级博物馆。2009年12月，获评为全国科普教育基地。2011年11月22日，二期布展工程结束，对社会全面开放。2017年，大庆博物馆被中国博物馆协会评为第三批国家一级博物馆。
大庆博物馆是中国第一家以中国东北第四纪古环境、古动物、古人类为主题的综合性博物馆。馆藏标本、化石、文物超过20万件，是中国乃至世界专业性收藏猛犸象—披毛犀动物群化石数量最多、种属最全的博物馆之一。该馆设有《东北第四纪自然环境》、《东北第四纪哺乳动物》、《大庆地区古代人类文明》三个陈列。在馆藏的文物中，有一级文物48件、二级文物386件、三级文物1167件。